# Fliegender Bau

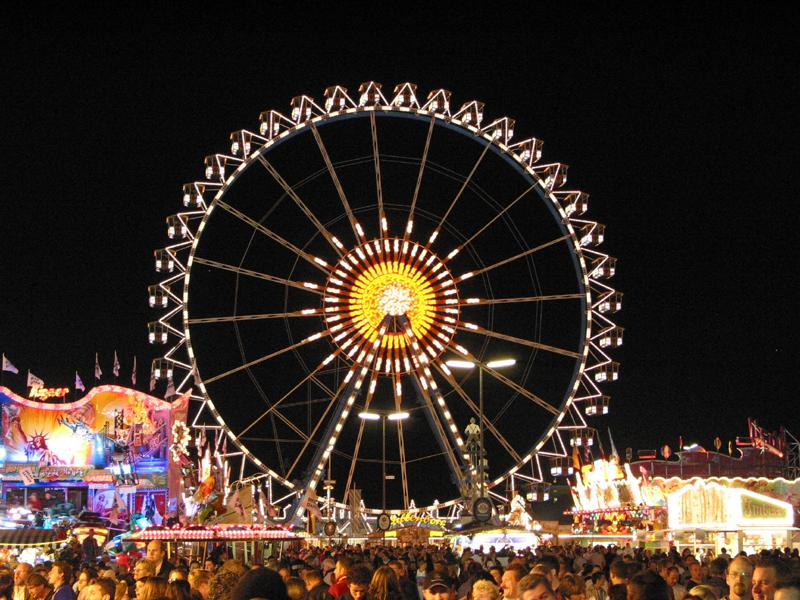
Riesenrad auf dem Oktoberfest

Fliegende Bauten sind per Definitionen der jeweiligen Bauordnungen der bundesdeutschen Länder und des Deutschen Instituts für Normung (DIN) „bauliche Anlagen, die geeignet und bestimmt sind, wiederholt aufgestellt und abgebaut zu werden.“ In anderen Zusammenhängen werden die Begriffe Mobile Architektur oder Temporäre Architektur verwendet.
Bei fliegenden Bauten handelt es sich beispielsweise um Fahrgeschäfte (Karussells, Autoscooter, Luftschaukeln, Riesenräder, Achterbahnen etc.), nicht ortsfeste Tribünen, Belustigungsgeschäfte, Schaubuden, Leichtbauhallen, Festzelte und Zirkuszelte, temporäre Freilichtbühnen und temporäre Bühnenüberdachungen für Konzerte sowie um temporäre bauliche Anlagen für artistische Vorführungen in der Luft. Ferner gehören dazu auch Wagen, die zeitweilig betriebsmäßig ortsfest benutzt werden.
Vergleichbare Bauten, die in Freizeitparks oder ähnlichen Einrichtungen dauerhaft aufgestellt sind, zählen nicht zu den Fliegenden Bauten.
Für Fliegende Bauten gelten besondere rechtliche, statische und konstruktive Anforderungen, die in den DIN EN 13 782 und 13 814 (früher: DIN 4112), der „Richtlinie Fliegende Bauten“ (FlBauR) und den Landesbauordnungen der Länder festgeschrieben sind. Die Euronormen sind noch nicht baurechtlich eingeführt, sodass die DIN 4112 weiterhin Grundlage der Bemessung ist.

## Genehmigung
In Deutschland wird die Genehmigung solcher Bauten (Ausnahmen: siehe unten) in den jeweiligen Landesbauordnungen geregelt. Da diese Genehmigungen von den Bundesländern gegenseitig anerkannt werden, sind die Anforderungen an die Genehmigung weitestgehend identisch. Die Genehmigung erfolgt in zwei Stufen.
In der Schweiz unterlagen Fliegende Bauten den gesetzlichen Bestimmungen des Bundesgesetzes über die Sicherheit von technischen Einrichtungen und Geräten (STEG) vom 18. Juni 1993, die den deutschen Bestimmungen weitgehend entsprechen. Zuständig für das Erteilen der Ausführungsgenehmigung ist die TÜV Schweiz. Seit 1. Juli 2010 hat das Bundesgesetz über die Produktesicherheit (PrSG) die STEG abgelöst.
Auch in Österreich wird für Fliegenden Bauten in der Regel keine Baugenehmigung erteilt, an deren Stelle tritt die Ausführungsgenehmigung („Zeltbuch“). Trotz fehlender Ortsgebundenheit unterliegen auch hier Fliegende Bauten der Bauüberwachung der Bauaufsichtsbehörde. Erhält ein fliegender Bau Ortsgebundenheit, etwa weil er länger als sechs Monate am gleichen Ort aufgestellt wird, wird eine Baugenehmigung erforderlich. Ansonsten lehnen sich die Bestimmungen weitgehend an die Deutsche Richtlinie über den Bau- und Betrieb Fliegender Bauten an.

### Ausführungsgenehmigung
Bevor Fliegende Bauten ein erstes Mal aufgestellt werden, bedürfen sie einer Ausführungsgenehmigung, die abhängig von der Art für maximal fünf Jahre erteilt wird. Mit ihr werden die grundsätzliche Übereinstimmung der Anlage mit den geltenden Vorschriften, die Sicherheit und Standfestigkeit der Anlage überprüft. Auf Antrag kann sie wiederholt um jeweils maximal weitere fünf Jahre verlängert werden. In ihr wird festgelegt, ob der Bau vor jeder Inbetriebnahme – zusätzlich zur behördlichen Genehmigung – durch einen Sachverständigen abgenommen werden muss. Die Zuständigkeit richtet sich nach dem Wohn- bzw. Firmensitz des Besitzers der Anlage. Bei ausländischen Besitzern ist es der Ort, an dem der Bau das erste Mal erstellt wird. Die Erteilung einer Ausführungsgenehmigung ist zumeist an die Abnahme durch einen oder mehrere anerkannte Sachverständige gekoppelt.
Zur Ausführungsgenehmigung gehören weitere Unterlagen, wie Bestuhlungspläne mit Angabe der Fluchtwege bei Zelten, Konstruktionszeichnungen und -berechnungen oder Angaben zur elektrischen, hydraulischen oder pneumatischen Anlagen. Abschließend wird ein Prüfbuch erstellt, in ihm werden auch sämtliche Auflagen festgehalten.

## Gebrauchsabnahme
Rechtzeitig vor jedem Aufbau ist bei der zuständigen lokalen Baubehörde eine Gebrauchsabnahme zu vereinbaren. Dabei wird überprüft, ob der Aufbau den Vorgaben des Prüfbuches entspricht. Im Prüfbuch wird jeder Aufbau und Besitzerwechsel festgehalten und jeder Mangel vermerkt.

## Überprüfung
Die Überprüfung von Fahrgeschäften jeglicher Art ist gesetzlich vorgeschrieben und von Herstellern empfohlen. Die Prüfpläne stellt jeder Anlagenhersteller zur Verfügung. Gerade bei drehenden und schnell laufenden Fahrgeschäften ist das Risiko bzgl. Schadensersatz, Schmerzensgeld etc. sehr hoch, da hier Personen geschädigt werden können. Das Prüfintervall und der Prüfumfang können von Bundesland zu Bundesland wie auch in Abhängigkeit von der Art des Fahrgeschäftes unterschiedlich ausfallen.

### Beispiele für Prüfintervalle
Die Prüfintervalle sind von der Größe und den Materialbelastungen abhängig und können trotz gleichen Fliegenden Baus variieren. In der Regel sind die maximalen Prüfintervalle allerdings wie folgt.
- Ein Jahr bei Loopingbahnen (schienengebunden), zweigeschossigen Geisterbahnen (schienengebunden) und Wildwasserbahnen
- Zwei Jahre bei eingeschossigen Geisterbahnen (schienengebunden), Achterbahnen (schienengebunden), Überschlagschaukeln, Karusselle mit hydraulischen Auslegern, Riesenräder (ab 15 Gondeln), Autofahrgeschäfte wie Autoscooter etc.
- Drei Jahre bei Zelten, Fliegerkarussellen, Karussellen mit Hängeboden, Kettenkarussellen, Kindereisenbahnen mit Überdachungen und Riesenrädern bis 14 Gondeln.

Größere Prüfintervalle haben unter anderem Bodenkarusselle (vier Jahre), Kindereisenbahnen ohne Überdachung (fünf Jahre), kleinere Zelte (fünf Jahre).

### Weitere Vorgaben
Die Vorgaben der Landesbauordnungen können lokal durch weitere Vorschriften ergänzt oder eingeschränkt sein. Die jeweiligen Landesregierungen können weitere Festlegungen erlassen, durch wen die Genehmigungen und Abnahmen zu erfolgen haben. So erfolgt in Niedersachsen die Ausführungsgenehmigung seit dem 1. Januar 2005 durch den TÜV Nord.

## Konstruktion
Die konstruktiven und statischen Anforderungen werden durch die DIN EN 13 782 und 13 814 (früher DIN 4112) geregelt und unterscheiden sich teilweise von denen, die für feste Bauten festgelegt sind. Sie geben bestimmte Lastannahmen für die Verkehrslasten – d. h. die Lasten, die durch Personen, Wind, Anprall entstehen – vor und erlauben es beispielsweise, auf den Nachweis der Standfestigkeit gegenüber Schneelasten zu verzichten, wenn kein Schnee zu erwarten ist.
Für die jeweils verwendeten Materialien und Verbindungen sowie weitere Lastannahmen gelten zusätzliche Vorschriften und Normen.

## Weitere Ausführung
In der „Richtlinie Fliegende Bauten“ (FlBauR) werden die Anforderungen an den Brandschutz, die Rettungswege, die Höhen von Geländern, die Steigungen von Rampen, die Beleuchtung, die Anzahl der Feuerlöscher, die Ausstattung mit Hinweisschildern und weitere Details festgelegt.

## Ausnahmen
Ausgenommen von einer Ausführungsgenehmigung sind so genannte „genehmigungsfreie Fliegende Bauten“, wie:
- Zelte mit einer Grundfläche von weniger als 75 m2
- Fliegende Bauten mit einer Höhe von bis zu fünf Metern, die nicht dafür bestimmt sind, von Besuchern betreten zu werden
- Kinderfahrgeschäfte bis zu einer Höhe von fünf Metern und einer Geschwindigkeit von höchstens 1 m/s
- Bühnen mit einer Grundfläche von weniger als 100 m2, wenn ihre Fußbodenhöhe weniger als 1,50 Meter und die Gesamthöhe weniger als fünf Meter beträgt
- Toilettenwagen
- Gerüste
- versetzbare landwirtschaftliche bauliche Anlagen
- Baustelleneinrichtungen
- Bauten, die der Landesverteidigung oder dem Katastrophenschutz dienen
- Fliegende Bauten, die für länger als drei Monate an einem Ort aufgebaut werden. Diese brauchen eine befristete Baugenehmigung oder Einzelfallentscheidung bezüglich der Aufstellzeit.

Unabhängig von der Genehmigung müssen diese Bauten dem allgemeinen öffentlichen Baurecht des Bundes und der Länder entsprechen. Dieses regelt u. a. die Standsicherheit.
Gerüste sind keine Fliegenden Bauten, aber sie bedürfen einer Gerüstbaugenehmigung (ab bestimmten Abmessungen etc.).